# Karl-Heinz Vogt (Politiker)
Karl-Heinz Vogt (* 9. November 1919 in Hindenburg; † 1. März 1988) war ein deutscher Verwaltungsbeamter und Politiker (CDU, später CSU).

## Leben und Beruf
Vogt war während seiner Jugendzeit Mitglied im katholischen Bund Neudeutschland. Nach dem Abitur 1938 an der Oberrealschule in Hindenburg wurde er zur Wehrmacht eingezogen und nahm als Flakartillerist am Zweiten Weltkrieg teil. Seit 1943 war er als außerplanmäßiger Regierungsinspektor in Kattowitz tätig.
Nach dem Kriegsende floh Vogt als Heimatvertriebener in die SBZ, war dort zunächst als Gelegensarbeiter beschäftigt und arbeitete 1945/46 als Justizinspektor in Döbeln. Aus politischen Gründen siedelte er Ende der 1940er Jahre nach Westdeutschland über, ließ sich in Bayern nieder und war seit 1949 stellvertretender Leiter des Sozialhilfeamtes in Obernburg am Main. Weiterhin war er Präsident der Studiengesellschaft für Staatspolitische Öffentlichkeitsarbeit sowie Vizepräsident der Schweizerisch-Deutschen Gesellschaft für Ostforschung.

## Partei
Er schloss sich 1945 der CDU in Döbeln an und gehörte dort dem Orts- und Kreisvorstand der Partei an. Nach seiner Übersiedlung trat er 1948 in die CSU ein, wurde im gleichen Jahr Geschäftsführer der CSU Obernburg und war seit 1950 Geschäftsführer der CSU Untermain. 1959 wurde er zum Vorsitzenden des CSU-Kreisverbandes Aschaffenburg gewählt. Außerdem war er Mitglied im Bezirksvorstand der Christsozialen Unterfranken.

## Abgeordneter
Vogt war von 1946 bis 1948 Kreistagsmitglied des Kreises Döbeln und von 1956 bis 1960 Ratsmitglied der Stadt Aschaffenburg. Dem Deutschen Bundestag gehörte er von 1957 bis 1969 an. Im Parlament vertrat er den Wahlkreis Aschaffenburg. Von 1965 bis 1969 war er Vorsitzender des Bundestagsausschusses für Familien- und Jugendfragen.

## Ehrungen
- Bayerischer Verdienstorden, 1968